# Marcel de Graaff
M.J.R.L. (Marcel) de Graaff (Rotterdam, 7 april 1962) is een Nederlands politicus. Hij was van 2011 tot 2014 lid van de Eerste Kamer der Staten-Generaal en tussen 2014 en 2024 lid van het Europees Parlement. Sinds 2022 is hij actief namens de partij Forum voor Democratie (FVD), eerder was hij dat voor de Partij voor de Vrijheid (PVV).

## Studie
Van 1974 tot 1981 volgde De Graaff het Johan de Witt-gymnasium te Dordrecht. Vervolgens studeerde hij theologische wetenschappen (theologie van het maatschappelijk handelen) aan de Katholieke Universiteit te Nijmegen van 1981 tot 1988, waarin hij zijn doctoraalexamen behaalde. Verder volgde hij een cursus informatieanalist in het jaar '89.

## Politieke loopbaan
Op 7 juni 2011 werd De Graaff namens de PVV lid van de Eerste Kamer. Op 25 september 2012 werd hij gekozen als fractievoorzitter. Hij was de opvolger van Machiel de Graaf, die was benoemd tot lid van de Tweede Kamer.
Bij de Europese Parlementsverkiezingen van 2014 was De Graaff lijsttrekker voor de PVV. Vanwege zijn verkiezing als lid van het Europees Parlement legde hij op 10 juni 2014 het fractievoorzitterschap neer. Hij werd in deze functie opgevolgd door Marjolein Faber. Op 1 juli 2014 verliet hij de Eerste Kamer en werd hij lid van het Europees Parlement. Daar heeft hij op 28 oktober 2015 enkele malen gestemd uit naam van Marine Le Pen, fractieleider van het Front National, terwijl ze niet in de zaal was. Le Pen had hem daarvoor geen toestemming gegeven, maar ook met die toestemming zou dit niet toegestaan zijn. Het Europees Parlement heeft hem daarvoor beboet door het onthouden van het dagelijkse stipendium voor 5 dagen (een totaal van €1530).
Bij de Europese Parlementsverkiezingen van 2019 was De Graaff lijsttrekker voor de PVV; de partij behaalde niet voldoende stemmen voor een zetel. Op 11 februari 2020 werd hij met terugwerkende kracht per 1 februari benoemd in het Europees Parlement toen de PVV een extra zetel kreeg na de Brexit.
Op 20 januari 2022 maakte Forum voor Democratie via Twitter bekend dat De Graaff uit de PVV stapte en zich heeft aangesloten bij FVD. De Graaff ontkende de pandemische omvang van de corona-epidemie, en kon zich niet vinden in de coronastandpunten van de PVV.
Op 2 maart 2022 was hij een van de dertien Europarlementsleden die tegen de veroordeling van de Russische invasie van Oekraïne stemden. De Graaff werd in oktober 2022 voor drie maanden geschorst door de rechtse fractie Identiteit en Democratie, omdat hij zich te pro-Russisch zou opstellen in het conflict met Oekraïne. Kort daarna zegde hij zijn lidmaatschap van deze fractie op.
In maart 2024 hield De Graaff een pro-Russisch verhaal in het Europarlement waarbij hij rapporten over de deportatie van Oekraïense kinderen naar Rusland "pure propaganda" noemde. Daarop schreven 51 Europarlementariërs een brief aan de voorzitter waarin ze hun ongenoegen uitten.
De Graaff zou lijsttrekker worden van de nieuwe Vlaamse afdeling van FVD bij de Europese verkiezingen van 9 juni 2024. De partij kreeg echter niet genoeg handtekeningen verzameld om mee te mogen doen aan de verkiezingen in Vlaanderen. De Graaffs lidmaatschap van het Europees Parlement kwam hierdoor in juli 2024 ten einde.

## Persoonlijk
De Graaff woont in zijn geboorteplaats Rotterdam. Hij heeft een relatie met Gabriëlle Popken, met wie hij sinds 2015 een tweeling heeft. In het dagelijks leven is hij werkzaam als consultant. Kerkelijk is hij verbonden aan de Rooms-Katholieke Kerk.